# Pleiadi di Berlino
Le pleiadi di Berlino furono un gruppo di sette analisti e giocatori di scacchi attivo a Berlino tra il 1836 e il 1845. 
Il gruppo si formò principalmente per iniziativa di Ludwig Bledow e comprendeva, oltre a quest'ultimo, i seguenti giocatori:
- Paul von Bilguer
- Karl Mayet
- Wilhelm Hanstein
- Bernhard Horwitz
- Tassilo von der Lasa
- Karl Schorn

Si deve all'attività di questo gruppo (in particolare a von Bilguer e von der Lasa) la pubblicazione nel 1843 dell'Handbuch, considerato per molti decenni la bibbia degli scacchi, e nel 1846 della prima rivista di scacchi tedesca, la Schachzeitung der Berliner Schachgesellschaft, che in seguito cambiò nome in Deutsche Schachzeitung.

Le pleiadi di Berlino
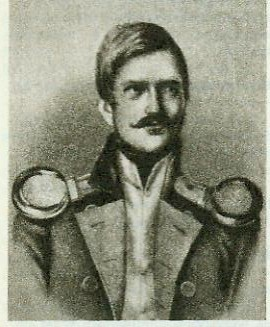
Paul von Bilguer
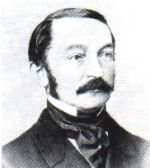
Ludwig Bledow
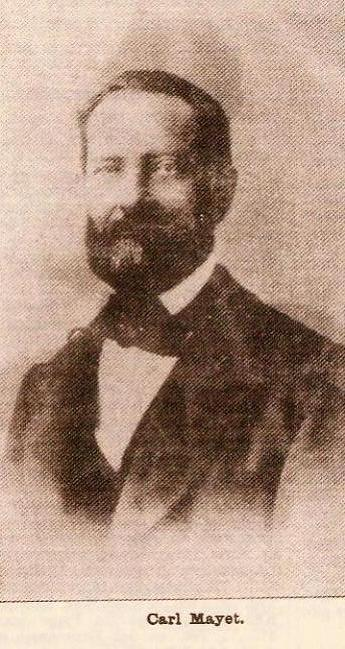
Karl Mayet
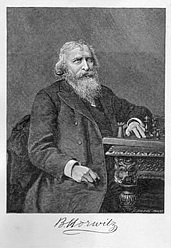
Bernhard Horwitz
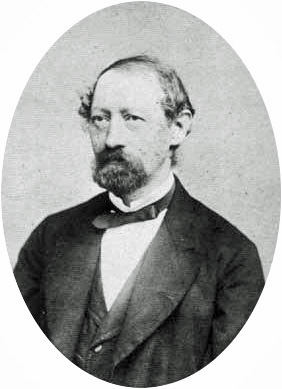
Tassilo Von der Lasa
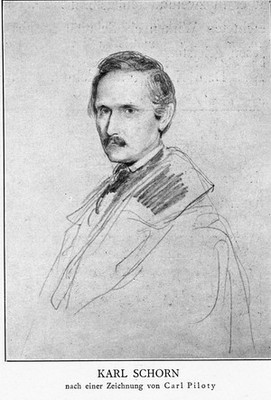
Karl Schorn

Nota: L'immagine di Wilhelm Hanstein non è disponibile. 